# Henrik Agersborg
Henrik Agersborg (ur. 5 lipca 1872 w Herøy, zm. 23 maja 1942 w Oslo) – norweski żeglarz, olimpijczyk, zdobywca brązowego medalu w regatach na Letnich Igrzyskach Olimpijskich 1920 w Antwerpii.
Na Letnich Igrzyskach Olimpijskich 1920 zdobył brąz w żeglarskiej klasie 6 metrów (formuła 1907). Załogę jachtu Stella tworzyli również Trygve Pedersen i Einar Berntsen.